# Deira, Dubai

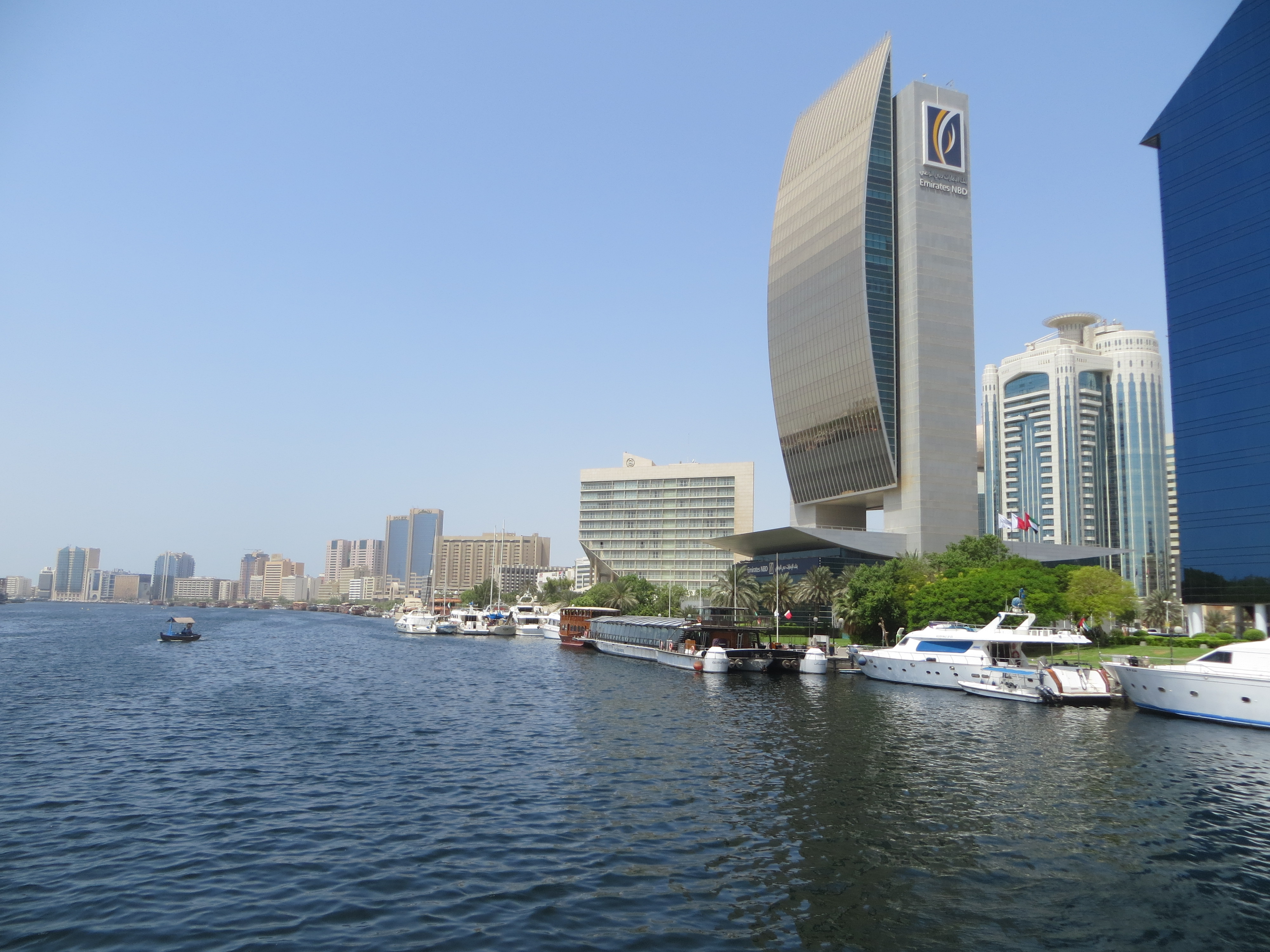
Đường chân trời Deira

Deira (tiếng Ả Rập: ديرة) là một khu vực ở thành phố Dubai, Các Tiểu vương quốc Ả Rập Thống nhất giáp với Vịnh Ba Tư, Sharjah và Lạch Dubai.
Trong lịch sử, Deira là trung tâm thương mại của Dubai, nhưng đã mất đi tầm quan trọng của nó trong vài năm qua do sự phát triển gần đây dọc theo đường E 11 (Đường Sheikh Zayed) và các khu vực xa hơn về phía bờ biển bên phía Abu Dhabi. Cảng Saeed là một cảng nhỏ dọc theo bờ Deira. Cảng Saeed là nơi neo đậu một số du thuyền trên biển và các tàu vận chuyển nhỏ ở Dubai.
Deira đã phát triển rất nhiều kể từ những ngày đầu tiên với sự phát triển của cả đường tàu điện ngầm trên cao và dưới lòng đất, một số trung tâm mua sắm mọc lên (ví dụ: Trung tâm mua sắm City Center Deira), và các tòa nhà và tòa tháp hiện đại đang được xây dựng trong khu vực. Sân bay của Dubai cũng nằm ở đây.